# Irizar Century
Irizar Century — серія міжміських і туристичних автобусів іспанської фірми Irizar.

## Опис

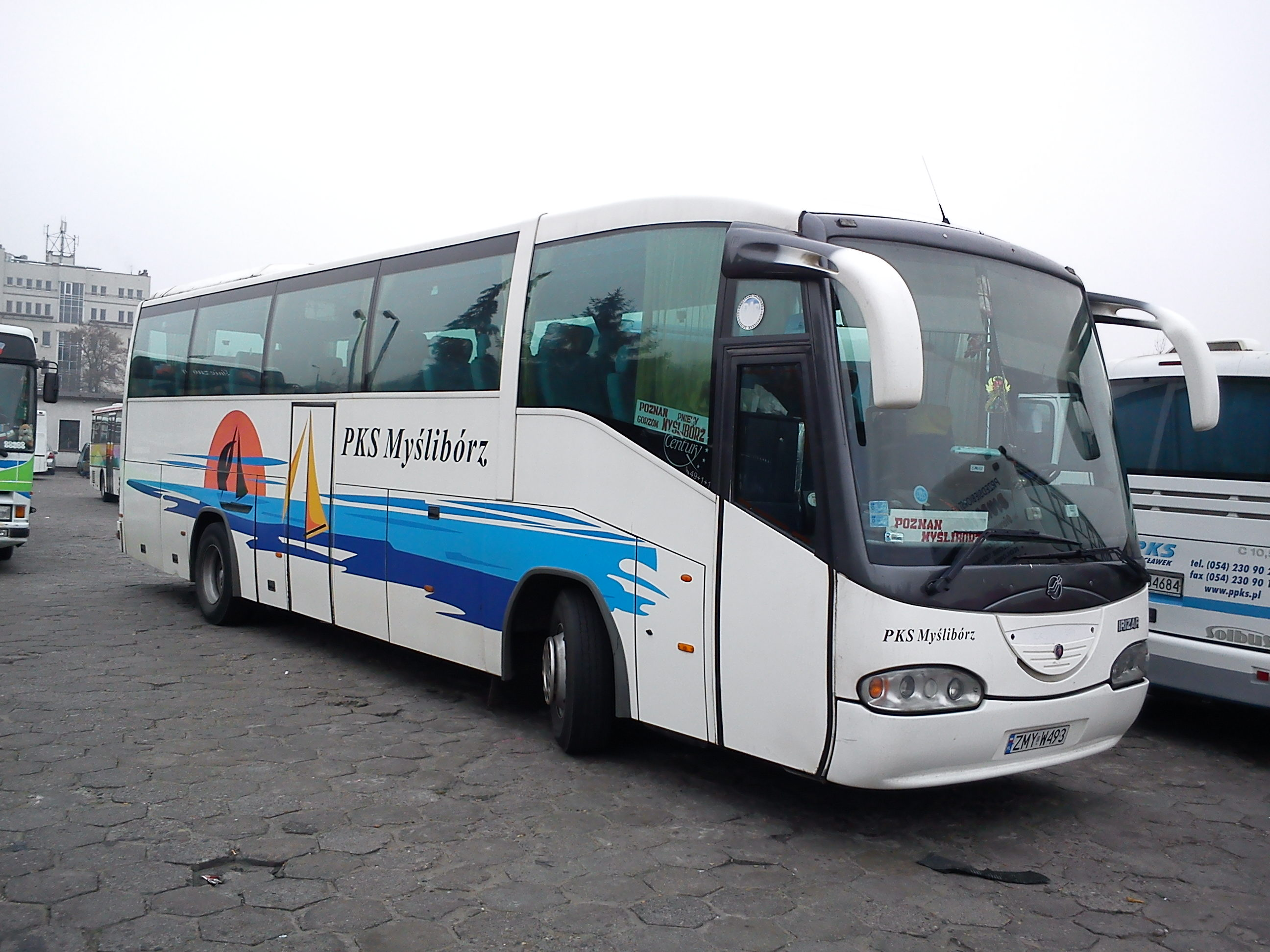
Irizar Century (1997—2004)

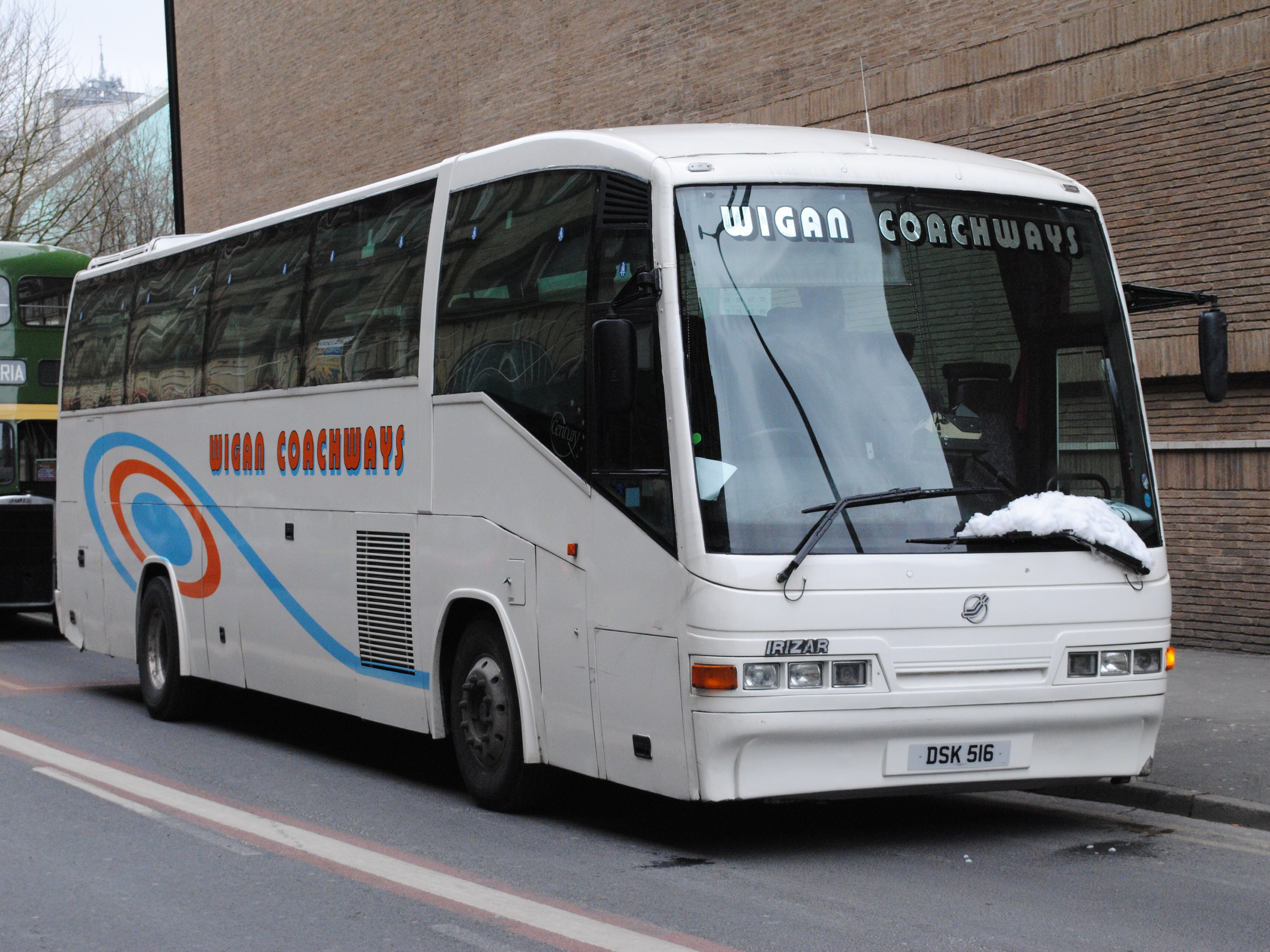
Irizar Century (1991—1997)

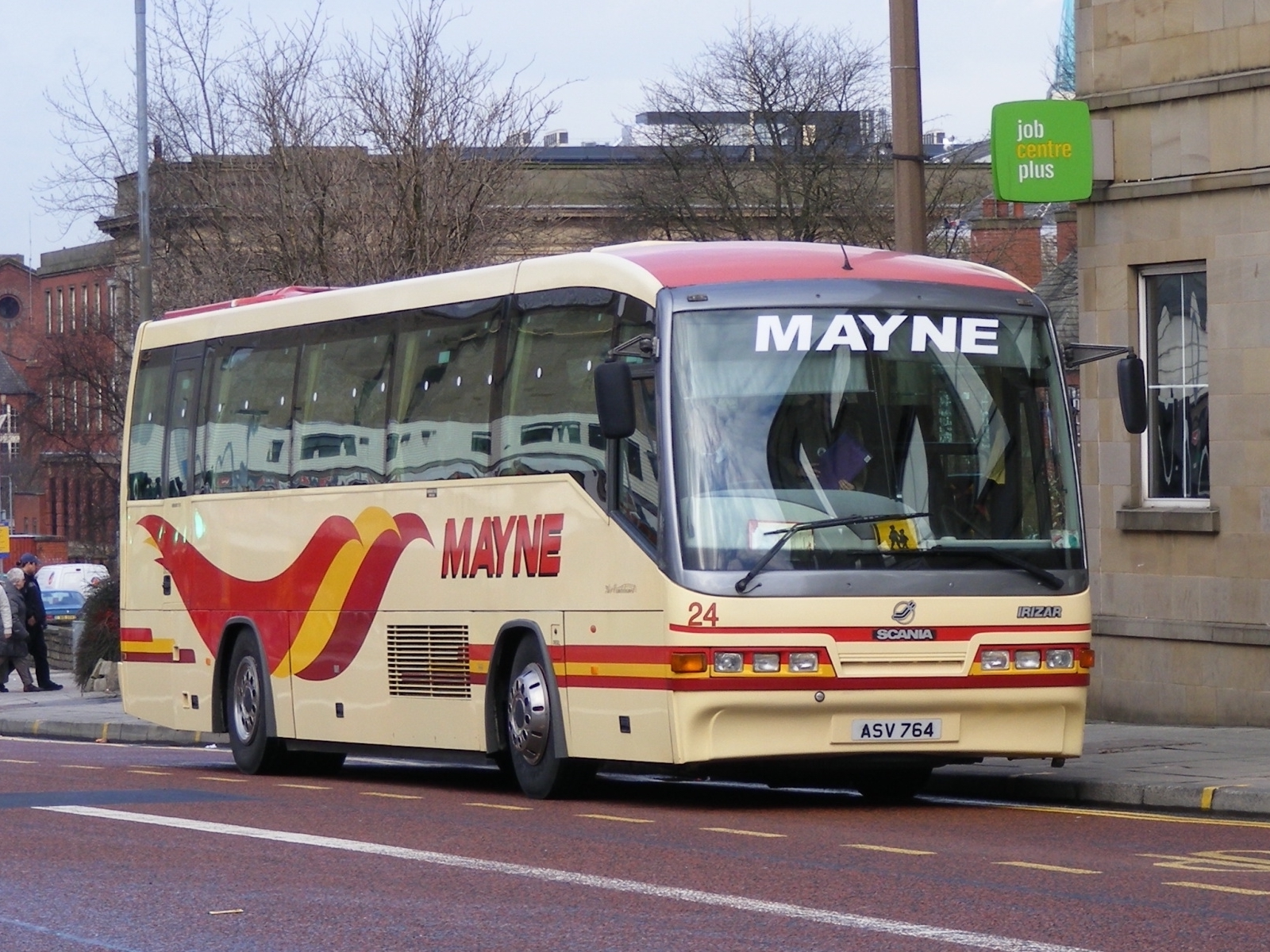
Irizar InterCentury

Серія виготовляється з 1991 року і має 14 базових моделей, з довжиною від 9 до 15 метрів.
- Century — туристичний клас.
- InterCentury — міжміський клас.

Кузов Century визнаний одним з найвдаліших у світі. Впервие на ньому з'явився напівкруглий
«Язичок» на передній панелі кузова, який з часом став характерною зовнішньою ознакою
всіх автобусів цієї марки і основою для створення нових форм.
З 2004 року виготовляється нова модель New Century (третє покоління), що стала привабливішою, завдяки каплеподібній головній світлотехніці і моднішому дизайну. Новий кузов з більш обтічними обводами передньої і задньої частин, повинен допомогти знизити витрати на паливо. Велике вітрове скло, об'єднане передніми стійками, поліпшило обзорность для водія і пасажирів.
Пасажирські машини Irizar Century удостоєні багатьох міжнародних нагород і титулів, зокрема звання «Туристичний автобус 1994 і 1997 року».
Автобуси фірми Irizar виготовляються на готових шасі фірми Scania.

## Технічні характеристики
| Технічні характеристики Irizar New Century |                 |
| Призначення                                | Туристичний     |
| Габаритні розміри, мм                      | 12000x2550x3700 |
| Колісна база, мм                           | 6000            |
| Кількість місць для сидіння                | 44-49           |
| Кількість дверей для пасажирів             | 2               |
| Місткість багажного відділення, кубометрів | 10              |
| Повна маса, кг                             | 19000           |
| Двигун                                     | Scania (євро 3) |
| Робочий об'єм двигуна, л                   | 12              |
| Потужність двигуна, к.с.                   | 420             |
| Місткість паливного бака, л.               | 465             |
| Коробка передач                            | 8-ст М          |